# بوبي ميتشيل (لاعب كرة قاعدة أمريكي)
بوبي ميتشيل (بالإنجليزية: Bobby Mitchell)‏ هو لاعب كرة قاعدة أمريكي، ولد في 22 أكتوبر 1943 في نوريستاون ‏ في الولايات المتحدة.

## وصلات خارجية
- بوبي ميتشيل (لاعب كرة قاعدة أمريكي) على موقع الدوري الياباني لكرة القاعدة (الإنجليزية)
- بوبي ميتشيل (لاعب كرة قاعدة أمريكي) على موقعبيزبول رفرنس.كوم (الدوري الرئيسي) (الإنجليزية)
- بوبي ميتشيل (لاعب كرة قاعدة أمريكي) على موقعبيزبول رفرنس.كوم (الدوري الثانوي) (الإنجليزية)
- بوبي ميتشيل (لاعب كرة قاعدة أمريكي) على موقع إي إس بي إن.كوم (أم.أل.بي) (الإنجليزية)
- بوبي ميتشيل (لاعب كرة قاعدة أمريكي) على موقع مشجعي الرسوم البيانية (الإنجليزية)